# Saint-Jean-de-Folleville
Saint-Jean-de-Folleville és un municipi francès situat al departament del Sena Marítim i a la regió de Normandia. L'any 2007 tenia 828 habitants.

## Demografia

### Població
El 2007 la població de fet de Saint-Jean-de-Folleville era de 828 persones. Hi havia 296 famílies de les quals 44 eren unipersonals (24 homes vivint sols i 20 dones vivint soles), 96 parelles sense fills, 132 parelles amb fills i 24 famílies monoparentals amb fills.
La població ha evolucionat segons el següent gràfic:
Habitants censats

### Habitatges
El 2007 hi havia 323 habitatges, 304 eren l'habitatge principal de la família, 7 eren segones residències i 12 estaven desocupats. 316 eren cases i 5 eren apartaments. Dels 304 habitatges principals, 265 estaven ocupats pels seus propietaris, 34 estaven llogats i ocupats pels llogaters i 5 estaven cedits a títol gratuït; 1 tenia una cambra, 7 en tenien dues, 42 en tenien tres, 95 en tenien quatre i 159 en tenien cinc o més. 258 habitatges disposaven pel capbaix d'una plaça de pàrquing. A 95 habitatges hi havia un automòbil i a 193 n'hi havia dos o més.

### Piràmide de població
La piràmide de població per edats i sexe el 2009 era:
| Homes | Edats   | Dones |
| ----- | ------- | ----- |
| 0     | 95 o +  | 0     |
| 0     | 90 a 94 | 0     |
| 4     | 85 a 89 | 4     |
| 0     | 80 a 84 | 0     |
| 16    | 75 a 79 | 0     |
| 8     | 70 a 74 | 20    |
| 8     | 65 a 69 | 16    |
| 32    | 60 a 64 | 20    |
| 12    | 55 a 59 | 8     |
| 32    | 50 a 54 | 24    |
| 56    | 45 a 49 | 56    |
| 32    | 40 a 44 | 40    |
| 24    | 35 a 39 | 12    |
| 20    | 30 a 34 | 36    |
| 20    | 25 a 29 | 24    |
| 28    | 20 a 24 | 12    |
| 40    | 15 a 19 | 16    |
| 28    | 10 a 14 | 24    |
| 12    | 5 a 9   | 28    |
| 16    | 0 a 4   | 16    |

## Economia
El 2007 la població en edat de treballar era de 540 persones, 404 eren actives i 136 eren inactives. De les 404 persones actives 377 estaven ocupades (209 homes i 168 dones) i 27 estaven aturades (8 homes i 19 dones). De les 136 persones inactives 33 estaven jubilades, 44 estaven estudiant i 59 estaven classificades com a «altres inactius».

### Ingressos
El 2009 a Saint-Jean-de-Folleville hi havia 306 unitats fiscals que integraven 846,5 persones, la mediana anual d'ingressos fiscals per persona era de 19.750 €.

### Activitats econòmiques
Dels 21 establiments que hi havia el 2007, 3 eren d'empreses extractives, 3 d'empreses de fabricació d'altres productes industrials, 2 d'empreses de construcció, 3 d'empreses de comerç i reparació d'automòbils, 5 d'empreses de transport, 1 d'una empresa d'informació i comunicació, 2 d'empreses immobiliàries, 1 d'una empresa de serveis i 1 d'una empresa classificada com a «altres activitats de serveis».
Dels 3 establiments de servei als particulars que hi havia el 2009, 1 era un paleta, 1 perruqueria i 1 agència immobiliària.
L'únic establiment comercial que hi havia el 2009 era una gran superfície de material de bricolatge.
L'any 2000 a Saint-Jean-de-Folleville hi havia 10 explotacions agrícoles que ocupaven un total de 845 hectàrees.

## Poblacions més properes
El següent diagrama mostra les poblacions més properes.